# Estadio Brinco de Ouro da Princesa
El Estádio Brinco de Ouro da Princesa (literalmente: "Pendiente de Oro de la Princesa"), o también Brinco de Ouro es el nombre del estadio de Guarani Futebol Clube, de Campinas. Es el mayor estadio de la ciudad, inaugurado el 31 de mayo de 1953. La denominación del estadio ocurrió cuando un determinado periodista presente en la representación de su informe, sorprendió a todos comparando su formato a un pendiente y asoció al "apellido cariñoso" de la ciudad de Campinas (Princesa D'oeste).
Su capacidad varía de acuerdo con la institución: 40 086 personas (por CBF) y 30 800 (por FPF), ahora ya tiene su récord de público de 52 002 personas con el juego entre Guarani vs. Flamengo en 1982 (la capacidad divulgada en aquella época era de 53 000 personas, disminuida para efecto de proporcionar mayor seguridad para los espectadores), siendo que hasta 1978, no poseía unos tablones, teniendo capacidad para 32 000 personas.
Actualmente tiene capacidad para 35 000 espectadores. Las dimensiones de campo de juego fueron aumentadas de 105 x 70 m para 110 m de ancho, por 75 m de largo, el último informe de campo del año 2002.